# Eupithecia slossonata
Eupithecia slossonata là một loài bướm đêm trong họ Geometridae.